# Plaisance (Dordonha)
Plaisance é uma comuna francesa na região administrativa da Nova Aquitânia, no departamento Dordonha. Estende-se por uma área de 24,5 km². Em 2010 a comuna tinha 445 habitantes (densidade: 18,2 hab./km²).